# Partulina mighelsiana
Partulina mighelsiana је пуж из реда Stylommatophora. 

## Угроженост
Ова врста се сматра угроженом.

## Распрострањење
Сједињене Америчке Државе (само Хаваји) су једино познато природно станиште врсте.

## Станиште
Врста Partulina mighelsiana има станиште на копну.